# Rosetta (Apple)
Rosetta is een emulator die computerfabrikant Apple ontwikkeld heeft voor Apple Macintosh-computers met Intel-x86-processor(s). Deze software zit ingebouwd in Mac OS X 10.4 (Intel-versie), 10.5 en 10.6 om PowerPC programmacode onzichtbaar te vertalen in code die de Intel-processor kan gebruiken. Doordat alle code vertaald moet worden is er bij betreffende software sprake van enig snelheidsverlies. De gebruiker merkt echter niets van het vertaalproces; programma's gedragen zich zoals gewoonlijk.
Niet alle software op een Intel Macintosh dient vertaald te worden; software die het Universal binary symbool draagt, werkt onvertaald op Macs met een Intel processor. Vrijwel alle nieuwe software ontwikkeld sinds eind 2005 is zowel geschikt voor Macs met PowerPC als met Intel processor. Apple begon met de verkoop van Macs met Intel processor in januari 2006. Van 2007 tot 2021 zijn alle verkochte Macs voorzien van een Intel processor.
De software is vernoemd naar de Steen van Rosetta, die een belangrijke sleutel werd in het ontcijferen van Egyptische hiërogliefen.